# Palmer (Texas)
Palmer es un pueblo ubicado en el condado de Ellis en el estado estadounidense de Texas. En el Censo de 2010 tenía una población de 2.000 habitantes y una densidad poblacional de 257,66 personas por km².

## Geografía
Palmer se encuentra ubicado en las coordenadas 32°26′17″N 96°39′54″O / 32.43806, -96.66500. Según la Oficina del Censo de los Estados Unidos, Palmer tiene una superficie total de 7.76 km², de la cual 7.68 km² corresponden a tierra firme y (1.03%) 0.08 km² es agua.

## Demografía
Según el censo de 2010, había 2.000 personas residiendo en Palmer. La densidad de población era de 257,66 hab./km². De los 2.000 habitantes, Palmer estaba compuesto por el 84% blancos, el 2.45% eran afroamericanos, el 0.8% eran amerindios, el 0.2% eran asiáticos, el 0.35% eran isleños del Pacífico, el 9% eran de otras razas y el 3.2% pertenecían a dos o más razas. Del total de la población el 30.4% eran hispanos o latinos de cualquier raza.